# Fjodor Anatoljewitsch Tjutin
Fjodor Anatoljewitsch Tjutin (russisch Фёдор Анатольевич Тютин; englische Transkription: Fedor bzw. Fyodor Anatolievich Tyutin; * 19. Juli 1983 in Ischewsk, Russische SFSR) ist ein ehemaliger russischer Eishockeyspieler und derzeitiger -scout, der im Verlauf seiner aktiven Karriere zwischen 1998 und 2017 unter anderem 904 Spiele für die New York Rangers, Columbus Blue Jackets und Colorado Avalanche in der National Hockey League auf der Position des Verteidigers bestritten hat. Seinen größten Karriereerfolg feierte Tjutin im Trikot der russischen Nationalmannschaft mit dem Gewinn der Goldmedaille bei der Weltmeisterschaft 2008.

## Karriere
Der 1,88 m große Verteidiger spielte beim SKA Sankt Petersburg, als er beim NHL Entry Draft 2001 als 40. in der zweiten Runde von den Rangers ausgewählt (gedraftet) wurde. In seiner Jugend hatte er zuvor für Metallurg Nowokusnezk und Ischstal Ischewsk auf dem Eis gestanden.

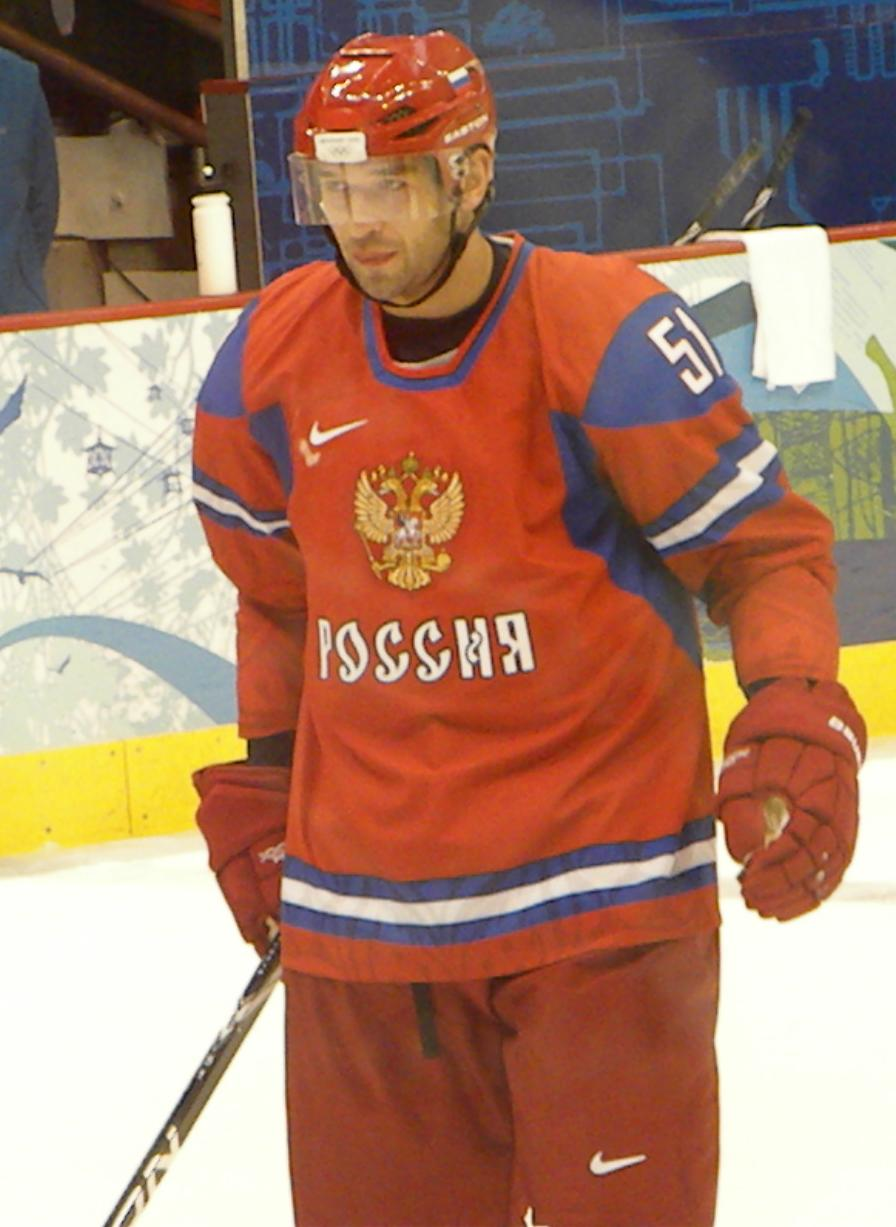
Fjodor Tjutin im Trikot der russischen Nationalmannschaft

2001 wechselte der Linksschütze nach Nordamerika, wo er für Guelph Storm, das ihn beim CHL Import Draft des Jahres in der ersten Runde als insgesamt 29. Spieler gezogen hatte, in der kanadischen Top-Juniorenliga OHL spielte. Nach einem Jahr bei den Storm kehrte Tjutin nach Russland zurück, wo er wieder für Sankt Petersburg in der Superliga auflief. Nach einer weiteren Spielzeit beim Ligakonkurrenten Ak Bars Kasan wechselte der Abwehrspieler erneut nach Nordamerika, diesmal zum Hartford Wolf Pack, dem Farmteam der New York Rangers in der American Hockey League. Am 12. Februar 2004 gab Tjutin gegen die Philadelphia Flyers sein NHL-Debüt, seinen ersten Scorerpunkt erzielte er vier Tage später gegen die Ottawa Senators, sein erstes Tor in der höchsten nordamerikanischen Profiliga folgte am 13. März in einem Spiel gegen die Florida Panthers. Zudem lief er als einer der besten Spieler der Liga im AHL All-Star Classic 2004 auf.
Während des Lockouts in der Saison 2004/05 kehrte Tjutin noch einmal zu seinem ehemaligen Verein nach Sankt Petersburg zurück, in 35 Superliga-Spielen erzielte der Verteidiger fünf Tore und drei Assists. Nach dem Ende der Spielzeit schloss sich Tjutin wieder den NY Rangers an, bei denen er im Februar 2008 einen Vierjahresvertrag im Wert von 11,375 Millionen US-Dollar unterschrieb. Schon nach der Saison wurde der Russe allerdings an den Ligakonkurrenten Columbus Blue Jackets abgegeben, die ihn mit einem Sechsjahresvertrag ausstatteten. Die letzten beiden Jahre seines Vertrags wurde ihm von den Blue Jackets jedoch im Juni 2016 ausbezahlt (buy-out), sodass er sich wenige Tage später als Free Agent der Colorado Avalanche anschloss. In Colorado erhielt er nach der Saison 2016/17 keinen weiterführenden Vertrag. Nachdem er in der Folge keinen neuen Verein gefunden hatte, wurde der 35-Jährige im Sommer 2018 von den Columbus Blue Jackets als Scout verpflichtet.

### International
Mit der Russischen Nationalmannschaft gewann Fjodor Tjutin bei der Eishockey-Weltmeisterschaft 2008 die Goldmedaille, außerdem bestritt er mit den Junioren die U18-WM 2001 sowie die U20-Weltmeisterschaften 2002 und 2003, bei denen er jeweils U20-Weltmeister mit der „Sbornaja“ werden konnte.
2010 wurde er in den Kader für die Olympischen Winterspiele in Vancouver nominiert, wo er mit dem Nationalteam im Viertelfinale ausschied.

## Erfolge und Auszeichnungen
- 2002 OHL Third All-Star-Team
- 2002 OHL First All-Rookie-Team
- 2002 CHL All-Rookie-Team
- 2004 Teilnahme am AHL All-Star Classic

### International
- 2001 Goldmedaille bei der U18-Junioren-Weltmeisterschaft
- 2002 Goldmedaille bei der U20-Junioren-Weltmeisterschaft
- 2003 Goldmedaille bei der U20-Junioren-Weltmeisterschaft
- 2008 Goldmedaille bei der Weltmeisterschaft

## Karrierestatistik

### International
Vertrat Russland bei:
| - U18-Junioren-Weltmeisterschaft 2001 - U20-Junioren-Weltmeisterschaft 2002 - U20-Junioren-Weltmeisterschaft 2003 - Olympischen Winterspielen 2006 - Weltmeisterschaft 2008 | - Olympischen Winterspielen 2010 - Weltmeisterschaft 2011 - Weltmeisterschaft 2013 - Olympischen Winterspielen 2014 |

(Legende zur Spielerstatistik: Sp oder GP = absolvierte Spiele; T oder G = erzielte Tore; V oder A = erzielte Assists; Pkt oder Pts = erzielte Scorerpunkte; SM oder PIM = erhaltene Strafminuten; +/− = Plus/Minus-Bilanz; PP = erzielte Überzahltore; SH = erzielte Unterzahltore; GW = erzielte Siegtore; 1 Play-downs/Relegation; Kursiv: Statistik nicht vollständig)